# John Frazier
John R. Frazier (* 23. September 1944 in Richmond, Kalifornien, USA) ist ein US-amerikanischer Spezialeffektkünstler, der an zahlreichen Film- und Fernsehproduktionen mitwirkte. 2005 wurde er für Spider-Man 2 mit dem Oscar für die Besten visuellen Effekte ausgezeichnet.

## Leben
John Frazier wuchs in Los Angeles auf und besuchte dort die Canoga Park High School. Am Los Angeles Trade-Technical College studierte er dann Hoch- und Straßenbau.
Mit einem Engagement beim Nachtclub Haunted House kam Frazier zum ersten Mal mit Spezialeffekten in Kontakt, als er dort in der Requisite arbeitete. Der Eigentümer des Clubs vermittelte ihn dann 1963 zur NBC. Ab 1970 war Frazier bei über siebzig Filmproduktionen an den Spezialeffekten beteiligt, später auch in leitender Funktion. Er lebt heute in Los Angeles und ist aktiv an mehreren laufenden Produktionen beteiligt (Stand 2009).

## Auszeichnungen
John Frazier wurde zwar neun Mal für den Oscar nominiert, erhielt aber erst 2005 die Auszeichnung in der Kategorie Beste visuelle Effekte für Spider-Man 2. Insgesamt erfolgten etwa 25 Nominierungen für wichtige Filmpreise wie den Oscar, Saturn Award, BAFTA Award, VES Award oder den Golden Satellite Award.
- 1997: BAFTA Award in der Kategorie Beste visuelle Effekte für Twister
- 2001: BAFTA Award in der Kategorie Beste visuelle Effekte für Der Sturm
- 2005: Oscar in der Kategorie Beste visuelle Effekte für Spider-Man 2
- 2005: Saturn Award in der Kategorie Beste Spezialeffekte für Spider-Man 2
- 2008: Saturn Award in der Kategorie Beste Spezialeffekte für Transformers

## Filmografie (Auswahl)
- 1977: Hügel der blutigen Augen
- 1980: Die unglaubliche Reise in einem verrückten Flugzeug
- 1983: Dr. Detroit
- 1985: Der Volltreffer
- 1986: Pretty in Pink
- 1986: Ferris macht blau
- 1986: Die unglaubliche Entführung der verrückten Mrs. Stone
- 1987: Der steinerne Garten
- 1987: Baby Boom – Eine schöne Bescherung
- 1987: Wie der Vater, so der Sohn (Like Father Like Son)
- 1988: Great Outdoors – Ferien zu dritt (Great Outdoors)
- 1989: Pink Cadillac
- 1990: Rookie – Der Anfänger
- 1992: Basic Instinct
- 1992: Erbarmungslos
- 1994: Speed
- 1995: Outbreak – Lautlose Killer
- 1995: Waterworld
- 1996: Twister
- 1998: Armageddon – Das jüngste Gericht
- 1999: Das Geisterschloß
- 2000: Der Sturm
- 2000: Almost Famous – Fast berühmt
- 2000: Cast Away – Verschollen
- 2001: Pearl Harbor
- 2002: Spider-Man
- 2002: xXx – Triple X
- 2003: Bad Boys II
- 2004: Spider-Man 2
- 2005: xXx 2 – The Next Level
- 2005: Stealth – Unter dem Radar
- 2006: Poseidon
- 2006: Déjà Vu – Wettlauf gegen die Zeit
- 2007: Spider-Man 3
- 2007: Pirates of the Caribbean – Am Ende der Welt
- 2007: Transformers
- 2007: Operation: Kingdom
- 2008: Hancock